# Кубок Кремля 2002
Кубок Кремля 2002 — ежегодный профессиональный теннисный турнир в серии международной серии ATP для мужчин и 1-й категории WTA для женщин.
Турнир традиционно проводился на закрытых хардовых кортах в московском спорткомплексе «Олимпийский». Мужской турнир проводился в 13-й раз, женский — в 7-й.
Соревнования прошли с 30 сентября по 6 октября.
Прошлогодние победители:
- мужской одиночный разряд —  Евгений Кафельников
- женский одиночный разряд —  Елена Докич
- мужской парный разряд —  Максим Мирный /  Сэндон Столл
- женский парный разряд —  Мартина Хингис /  Анна Курникова

## Соревнования

### Мужчины

#### Одиночный разряд
Поль-Анри Матьё обыграл  Шенга Схалкена со счётом 4-6, 6-2, 6-0.
- Матьё выигрывает свой дебютный титул на соревнованиях подобного уровня.

#### Парный разряд
Роджер Федерер /  Максим Мирный обыграли  Джошуа Игла /  Сэндона Столла со счётом 6-4, 7-6(0).
- Федерер выигрывает свой третий титул в году и 4й за карьеру.
- Мирный выигрывает свой 3й титул в году и 13й за карьеру.

### Женщины

#### Одиночный разряд
Магдалена Малеева обыграла  Линдсей Дэвенпорт со счётом 5-7, 6-3, 7-6(4).
- Малеева выигрывает свой 2й титул в году и 10й за карьеру.

#### Парный разряд
Елена Дементьева /  Жанетт Гусарова обыграли  Елену Докич /  Надежду Петрову со счётом 2-6, 6-3, 7-6(7).
- Дементьева выигрывает свой 3й титул на соревнованиях WTA.
- Гусарова выигрывает свой 4й титул в сезоне и 12й за карьеру.